# Stylogyne turumiquirensis
Stylogyne turumiquirensis là một loài thực vật có hoa trong họ Anh thảo. Loài này được Steyerm. miêu tả khoa học đầu tiên năm 1953.